# La ronda de presos
La ronda de presos és un oli sobre llenç realitzat pel pintor neerlandès Vincent van Gogh el 1890 i conservat al Museu Puixkin.

## Descripció

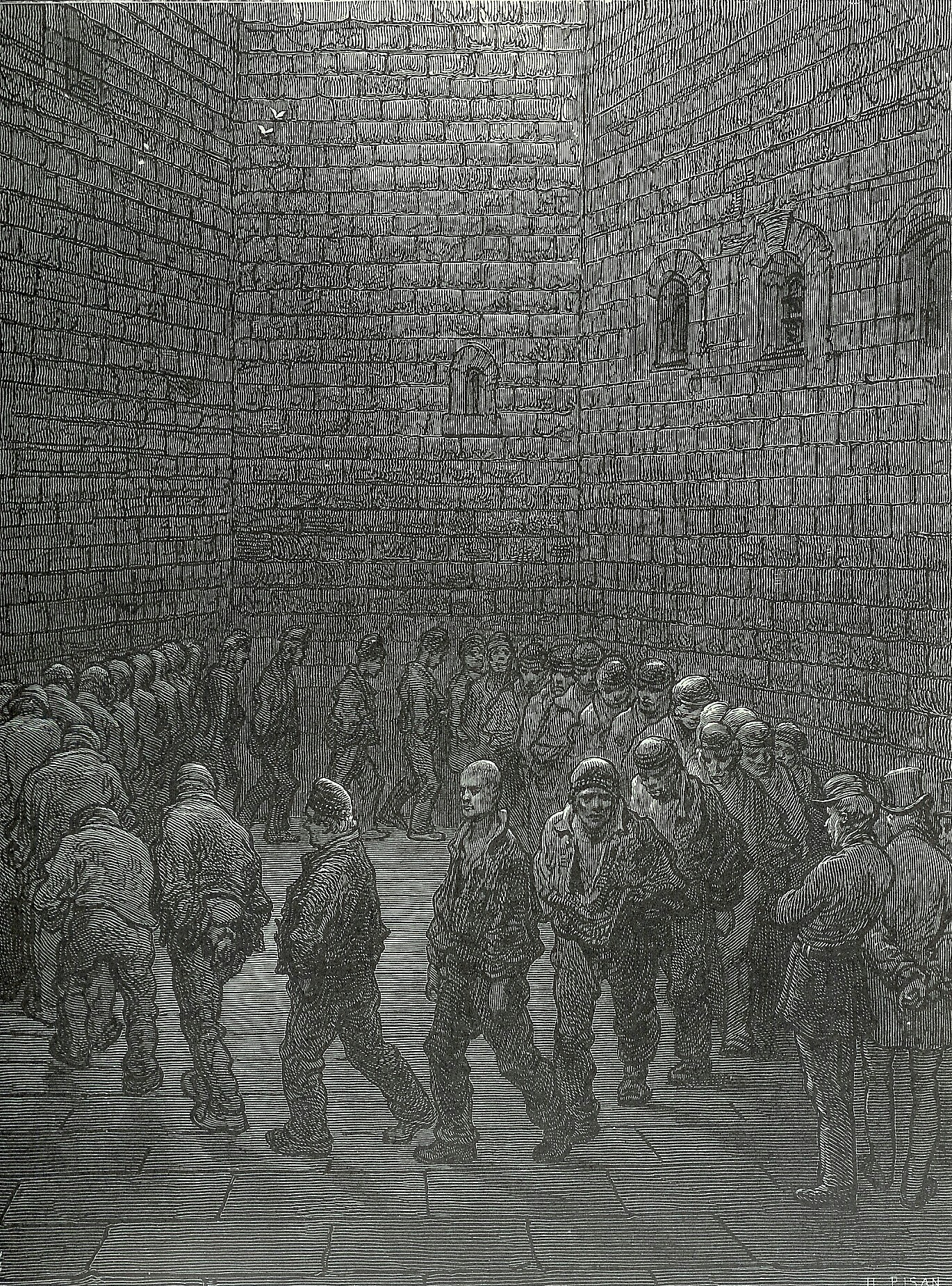
Gustave Doré, Newgate: The Exercise Yard (1872)

Van Gogh el va pintar a l'hospital psiquiàtric de Sant Romieg, i està basat en un gravat en blanc i negre de Gustave Doré. En aquest període Van Gogh estava reclòs en aïllament al manicomi de Sant Romieg i en no poder sortir, va copiar estampes de diversos artistes com Honoré Daumier, Jean-François Millet i Doré, que havia publicat aquest gravat al llibre London, a Pilgrimage amb el títol Newgate: The Exercise Yard. El tema de Doré reflecteix certament l'estat d'ànim turmentat, depressiu i autodestructiu de Van Gogh.
L'escena s'ambienta en una «fosa de serps» amb forma poligonal de parets de maó l'alt de les quals no veiem encara que ens convida a fugir d'aquest pati claustrofòbic i opriment. Cada vel·leïtat d'esperança es frustra funestament també amb aquest paviment de grans pedres que, reflectint addicionalment la llum blava irreal que inunda l'escena, l'empantanega en una atmosfera asfixiant i al·lucinada. El sentit d'etern retorn dels presoners fa la sensació exasperada de potser una certa fuga a l'aire en rotar sense fi apàtics i cansats. Tres personatges a la dreta del quadre observen el drama humà amb certa arrogància burgesa. Un dels presos observa l'espectador, és l'únic sense gorra i els braços li cauen inerts mentre els seus companys porten les mans a les butxaques o darrere a l'esquena. Es distingeix, doncs, de la massa anònima i l'informe, s'adona de com s'ha violentat la seva humanitat i sembla voler-se treure la màscara imposada per la societat. Segons alguns crítics aquest personatge es tractaria del mateix Van Gogh, que incomprès i inadaptat desitja estimar el proïsme, atès que en tota aquesta tristesa hi ha un anhel d'esperança. Dues papallones volen cap amunt amb les seves ales fràgils i blanques.